# Conjuncturele werkloosheid
Conjuncturele werkloosheid is werkloosheid die verband houdt met schommelingen in de economische conjunctuur. In tijden dat het economisch wat minder gaat, worden minder nieuwe werknemers aangenomen, worden contracten niet verlengd, en mensen ontslagen. Ondernemers kunnen zich zelfs gedwongen zien hun bedrijvigheid geheel of gedeeltelijk te beëindigen. 
De totale werkloosheid wordt gevormd door de conjuncturele werkloosheid en de structurele werkloosheid samen. Het gaat echter om theoretische begrippen: het is niet mogelijk om in werkelijkheid te meten welk deel van de werkloosheid conjunctureel is, en welk deel structureel.

## Gevolgen
In de meeste gevallen zal de economie weer aantrekken en lost de conjuncturele werkloosheid op. Het komt echter voor, dat de economie lange tijd slecht draait. In een dergelijke situatie bestaat het risico dat er een verloren generatie ontstaat van mensen, voor wie op jongere leeftijd geen werk was, en die later vanwege een gebrek aan arbeidservaring gepasseerd worden.

## Bestrijding
De wijze waarop conjuncturele werkloosheid kan worden bestreden is deels een kwestie van politieke keuze en visie. Zo kan men trachten om via stimuleringsmaatregelen de periode van laagconjunctuur te bekorten, met loonkostensubsidies mensen aan het werk proberen te houden, aanvullend werk te creëren, of het beschikbare werk verdelen door (tijdelijke) arbeidstijdverkorting. Al deze mogelijkheden zijn in de praktijk regelmatig gebruikt, veelal in combinatie.